# Riprogettazione dei processi aziendali
In economia aziendale la riprogettazione dei processi aziendali o business process re-engineering – (BPR) è un intervento organizzativo di profonda revisione dei procedimenti operativi che non risultano più adeguati alle necessità aziendali. Per processo si intende un insieme di attività interconnesse che portano ad un risultato finale identificabile dal cliente, che quindi contribuisce alla formazione di valore per l'azienda.

## Descrizione

Ciclo di riprogettazione dei processi aziendali

Lo stimolo per un intervento può venire dai risultati di un'analisi comparativa, da un'analisi della soddisfazione del cliente, da un mutamento del quadro operativo, dalla ridefinizione degli obiettivi aziendali, dall'evidenza di altri parametri critici che indichino la necessità o l'opportunità di migliorare l'efficacia e l'efficienza di un processo aziendale, dalla necessità di introdurre nuove metodologie di lavoro, o da altre situazioni.
Un intervento di riprogettazione prevede come al solito l'analisi della situazione in essere con mappatura del processo primario e dei processi di supporto, l'individuazione delle criticità o dei punti suscettibili di miglioramento, lo studio delle soluzioni e la conseguente riprogettazione del processo in maniera organica. Nell'analisi si può far uso delle tecniche della qualità totale, con particolare attenzione alla necessità di poter misurare i parametri che indicano la bontà del processo. I processi sono trasversali rispetto alle funzioni aziendali, e molto spesso è proprio nei punti di contatto tra le varie funzioni che emergono i principali punti di inefficienza o di scoordinamento.
Quando si parla di riprogettazione si intende una revisione radicale, di fondo, anche ripensando il tutto da zero, e non di semplici aggiustamenti, o tarature, o migliorie dell'operatività. Spesso la riprogettazione si pone come obiettivo anche quello di avere una struttura più snella ed elastica, ed è rivolta in particolare ai processi critici dell'azienda, cioè quelli che hanno un impatto rilevante sul prodotto finale.
Per la riprogettazione del processo si hanno a disposizione i soliti strumenti di intervento organizzativo, quali: la ridefinizione delle gerarchie, dei livelli organizzativi e della catena decisionale; la modifica dei ruoli assegnati alle posizioni; l'accorpamento, la suddivisione o la parallelizzazione di attività o funzioni; l'eliminazione di attività senza valore aggiunto; l'acquisizione di nuovi strumenti di lavoro; l'utilizzo di nuove metodiche o di nuove tecnologie con i conseguenti piani di formazione; l'adeguamento degli spazi di lavoro; l'identificazione di idonei sistemi di incentivazione; l'adozione di nuovi sistemi informativi; la reingegnerizzazione dei sistemi software di supporto ai sistemi informativi correlati; la rimozione di ostacoli che condizionano il processo, e così via, andando normalmente ad interessare svariate funzioni aziendali.
Se la riprogettazione viene attuata come veloce risposta ad un mutamento del mercato, può dare all'impresa un vantaggio competitivo temporale rispetto alle altre imprese.
È da puntualizzare però che una vera riprogettazione significa cambiare completamente l'attuale modo di operare, e che quindi è normalmente un'attività di lunga durata, di alto rischio, di costo elevato e che necessita del coinvolgimento convinto di tutta l'impresa.
Spesso si opta perciò per operazioni di miglioramento meno traumatiche, anche se dai risultati minori.